# دختر بی‌پروا
دختر بی‌پروا (انگلیسی: Fearless Girl) همچنین شناخته شده با عناوین دیگر از جمله دختر جسور یا دختر بی‌باک، یک مجسمه برنزی از دختری بی‌اعتنا و جسور می‌باشد که توسط کریستن ویزبال ساخته و در پارک عمومی کوچک بولینگ گرین در منطقه مالی و اقتصادی منهتن در ایالات متحده آمریکا نصب گردید. به دنبال شکایت سازندهٔ مجسمهٔ برنزی گاو وحشی وال استریت، آرتور دی مودیکا، این مجسمه از مکان اولیه در نوامبر ۲۰۱۸ برداشته و در ماه بعد، به روبروی ساختمان وال‌استریت و مکان امروزی‌اش نقل‌مکان کرد. پلاک معارفه‌ای که در زیر مجسمه به همراه جای پاهایش نصب شده بود به مکان جدید نیز منتقل شد.

## تاریخچه
در سال ۲۰۱۷ و در خیابان گلوبال ادویسورز (در یک کمپین توسعه یافته توسط مک کان اریکسون نیویورک) دقیقاً روبروی مجسمه برنزی مشهور دیگر موسوم به گاو وحشی وال استریت، مجسمه برنزی دیگری از دختری بی‌باک با هدف رساندن یک پیام در آستانه روز بین‌المللی زنان مصادف با هشتم مارس نصب گردید. هدف از این برنامه ایجاد تنوع در محیط کار زنان و تشویق شرکت‌ها برای استخدام زنان می‌باشد. عنوان شده که نصب و راه‌اندازی مجسمه موقتی است و انتظار می‌رود که در این مکان برای چند هفته باقی بماند. در ابتدای امر تالار شهر نیویورک برگزاری این پروژه را برای مدت یک هفته در نظر گرفته بود که به ۳۰ روز افزایش یافت. یک دادخواست در سامانه جامع change.org در جهت استقرار دائمی مجسمه برای همیشه و در همین مکان برگزار گردید که در ۴۸ ساعت اولیه ۲۵۰۰ امضا برای این هدف به ثبت رسید.

## نگارخانه

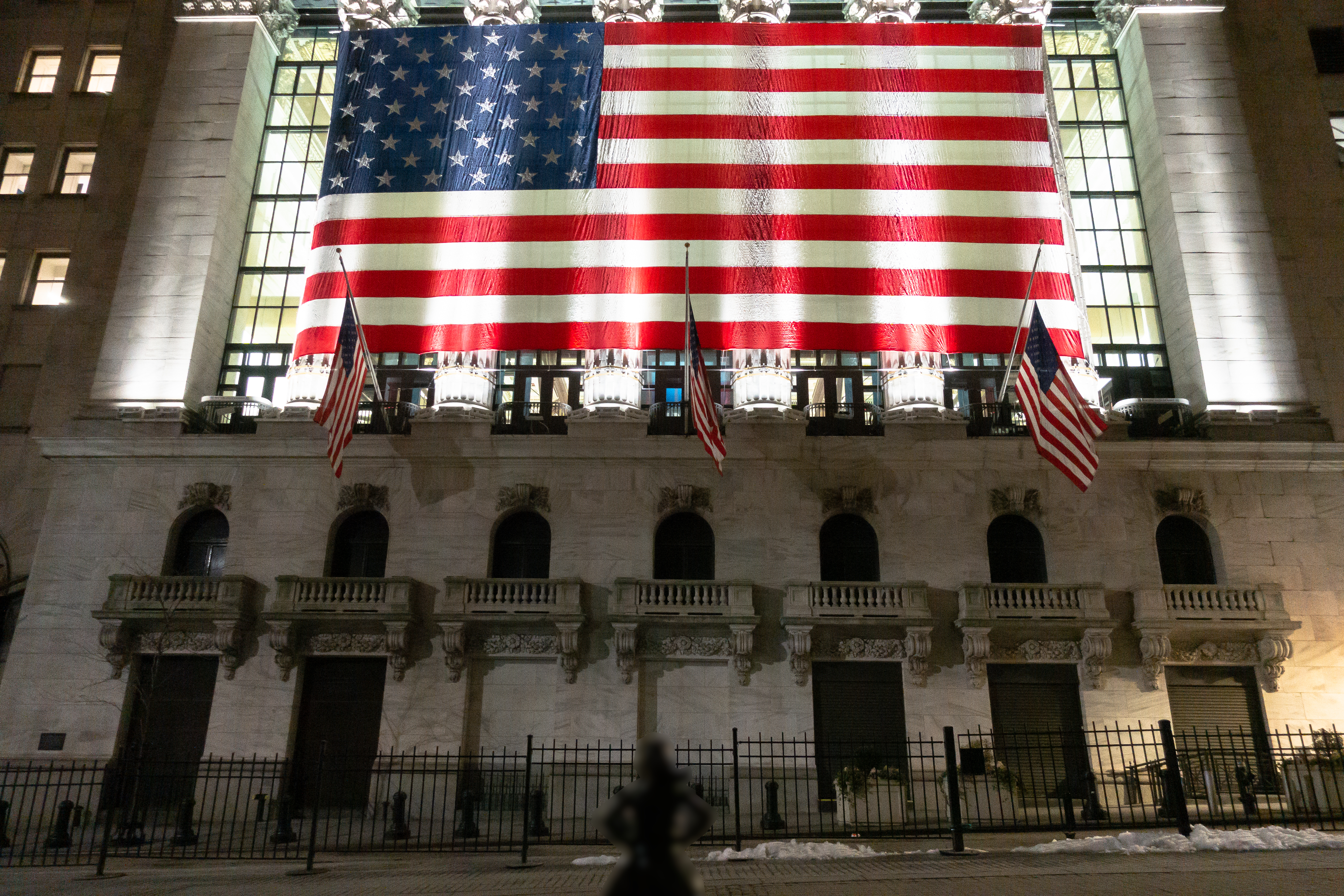